# 4157 Izu
4157 Izu este un asteroid din centura principală, descoperit pe 11 decembrie 1988 de Yoshiaki Oshima.